# Syntomeida ipomeae
Syntomeida ipomeae är en fjärilsart som beskrevs av Harris 1839. Syntomeida ipomeae ingår i släktet Syntomeida och familjen björnspinnare. Inga underarter finns listade i Catalogue of Life.